# Plaxiphora aurata
Plaxiphora aurata är en blötdjursart som först beskrevs av Spalowsky 1795.  Plaxiphora aurata ingår i släktet Plaxiphora och familjen Mopaliidae. Inga underarter finns listade i Catalogue of Life.